# Pol Valentín Sancho
Pol Valentín alias "Pinxo" (nascut el 21 de febrer de 1997 a Avinyonet de Puigventós, Girona) és un futbolista gironí, que actualment juga com a lateral dret al Sheffield Wednesday. És germà del també futbolista Gerard Valentín Sancho i fill d'Albert Valentín Escolano.